# Parc Forsyth
Le parc Forsyth – ou Forsyth Park en anglais – est un parc américain situé dans le centre-ville de Savannah, en Géorgie.